# 風間小太郎
風間 小太郎（かざまのこたろう）は、寛文12年（1672年）刊の推定・浅井了意著『鎌倉管領九代記』に登場する、相模国足下郡に住なれた、忍びの上手。永享12年（1440年）から翌年にかけての結城合戦のとき、結城城を包囲した幕府軍の総大将・上杉清方の命を受けて密使として城中に入り、籠城方の城将・山内氏義を離反させることに成功したとされる人物。
『鎌倉管領九代記』に先行する永享の乱関係軍記にその名は見えないが、同じ頃、鎌倉府の奉公衆に、上杉憲実の指示で白河結城氏朝への使者を務めた小田出羽守という人物がおり、応永2年（1395年）の米良文書に常陸小田氏の一族として「中ノミナト」の風間出羽守の名がみえることから、その在名が「風間」だったと推定されている。
北条早雲が生まれるより前の時代の人物で、『北条五代記』の風魔とは別人だが、『関八州古戦録』の二曲輪猪助の例のように、風魔と関係のある人物とみなされている。派生人物の風魔小太郎は著名。

## 伝説
『鎌倉管領九代記』巻4（持氏）下「千葉介軍評定付山内氏義出城」によると、永享12年の結城合戦のとき、結城城を囲んだ寄手の総大将・管領上杉清方は、包囲が長引いていることを憂慮して軍議を開き、千葉介胤直の献策を容れて、籠城方の大将・結城氏朝の実弟・山内氏義（山川基義）を離反させることにした。岩松三河守が山内と旧知の間柄だったため、清方は、「其頃、世に隠れなき忍びの上手に相模国足下郡（あしものこほり）に住なれし。風間（かざまの）小太郎という者」を岩松の下に派遣した。風間は岩松から手紙を受け取り、意図を伝えられて城中に入り、3日後に離反の意志を伝える氏義の返状を持って帰ってきた。氏義はその翌日夜に城を出て岩松の陣に降ってきたが、清方は氏義を囚人のように拘禁させたので、氏義は城を出たことを後悔した、という。

### 風早小太郞
結城氏の系図のうち、18世紀前半（元禄末－享保）頃に成立したと推定されている、東京大学史料編纂所蔵（松平基則氏原蔵）の『結城系図 全』と題した系図には、『鎌倉管領九代記』とほぼ同じ説話を載せており、「風間小太郎」の名は風早小太郎となっている。市村高男は、同系図の室町時代の記事は、結城合戦に関する戦記物を基礎として編纂されている、と指摘している。

## モデル

### 山河氏義の出城
『鎌倉管領九代記』に先行する結城合戦の軍記類に「風間小太郎」の登場は確認できないが、山河（内）氏義の出城については、初期の『鎌倉持氏記』に、結城の遺蹟を継ぐことを約束されて籠城方から離反した旨の記事があり、また永享12年（1440年）10月15日付の仙波常陸介の注進状の写しに寄手の諸将の意見が列挙されている中に、先に籠城方から離反して幕府方についた「長沼」が籠城方の「山河」と離反の交渉をしていることや、離反した山河が長沼の陣に降り、在陣したことに言及がある。また巻末の首帳に「山河」の討取首も記されている。
山田邦明は、献策の長沼説と『結城系図 全』（＝『鎌倉管領九代記』）の千葉介－岩松説について、『結城系図 全』を「全面的信頼のおける史料ではない」としながらも、どちらが仲介役となったかは問題が残る、としている。

### 風間出羽守
風間小太郎と同じ頃に、上杉憲実の指示で（白河）結城氏朝への使いを務めた「小田出羽守」という人物が実在し、その在名は風間だったと推定されている。

#### 中ノミナトの風間出羽守
米良文書（熊野那智大社文書）中の応永2年（1395年）の「常陸国小田一族等旦那売券写」（熊野の御師が、常陸国を中心とした小田一族もしくはその居住地を列記した書類）に、「中ノミナト」の「風間出羽守」の名がみえ、那珂湊（ひたちなか市）に住んでいた常陸小田氏の一族と考えられている。

#### 上杉憲実の使いを務めた小田出羽守
市村高男は、この那珂湊の風間出羽守は、常陸小田氏の一族の中でも、小田伊賀守（在名は「高野」）の家系から分れた小田出羽守の家系の人物、と推測している。
小田出羽守は、東京大学白川文書に、応永31年（1424年）に、上杉憲実から指示を受けて、笠間長門守とともに鎌倉府（足利持氏）の両使として、白河結城氏朝に対し、陸奥国依上保（茨城県大子町、佐竹依上三郎跡）打渡しの遵行命令を伝えた人物としてその名がみえ、小田氏の宗家には「出羽守」の受領を名乗る人物がいないことから、伊賀守系で、鎌倉府の奉公衆となった人物と考えられている。

#### 湊城の小田出羽太郞
市村高男は、常陸小田一族の真家氏の古文書（小宅雄二郎家文書）や宍戸文書にその名のみえる「小田出羽太郞」（「小田湊太郞」「湊殿」）は、小田氏の一族で、受領は出羽守、鎌倉府・古河府に在国奉公衆として仕え、那珂湊を拠点としていた（その後、堪忍の身となった）ことから、小田（風間）出羽守の子孫、と推定している。
- 享徳の乱以前とみられる小田出羽太郞殿あて足利成氏書状から、小田出羽太郞は、佐竹氏の領地にありながら、成氏に仕えていた鎌倉府の在国奉公衆だったとみられる[10]。
- 享徳4年（1455年）に真壁郡の小栗城で行われた合戦で負傷し、その後、「湊城」を攻め落とされて、その際に一門の数名が戦死している[11]。
- その後も、成氏に仕え、享徳の乱勃発以降、文正期（1466-1467年）以前に、成氏から（古河への）参上、合戦への参加を要請されている[12]。
- この頃、成氏が「小田湊太郞」に宛てた書状に、「其方江堪忍由聞召候（そちらで堪忍の身となっていることを聞き及びました）」とあることから、「小田出羽太郞」が湊城を没落して堪忍の身となり、「小田湊太郞」と呼ばれるようになった、と解釈され、文書が残されていた、同族の宍戸氏（笠間市）かその支族・真家氏（石岡市真家）の下に身を寄せていた、と推測されている[13]。
- 推定応仁2年（1468年）頃の、（成氏の奉行人とみられる）上総介義継の「湊殿」あて書状では、那須越後守方への出陣について戦況を報告された上で、脚気を患っていることを心配されており、この頃、高年にさしかかっていた、と推測されている[14]。
- 推定文明後半（1480年代半ば）の佐竹義治の「湊殿」あて書状では、佐竹氏の陣（山入義藤との対陣）の状況を小田方（小田成治）へ伝えるよう要請されており、この頃まで、古河府の奉公衆として、また小田氏の一族として、佐竹氏との取次役になっていたとみられている[15]。

#### 小田出羽太郞左衛門尉
東京大学史料編纂所蔵の『小田本宗支族系図』の「常州海老ヶ島城主となる完戸氏の事」以下に、「海老ヶ島（筑西市）新善光寺にありする所」として、「如体山新善光寺三世単了上人／小田出羽太郎左衛門尉 三代常陸介時朝三男 童名喜八郎 起阿廿六日」と写してあり、注に「今按すに、小田家に出羽守任するは、中條家長の外、東鑑に見へず。／倉持（筑西市）の神官蔵の古文書に、小田出羽太郎といふ見ゆ。年号相しれ／ず。疑うらくは結城陣前後の物か。又小田時知は左衛門尉にして／知家より四代に当る。結城陣は小田家九代の後、小栗陣は小田家／十一代の時にあたり、旁符合せす。若無様は、この上人は仲條家の出にもあるか、可更考」とある（句読点を補った）。
- 前後の2世・4世上人の在世時期からすると、14世紀後半～15世紀前半の人。
- 同系図の原本は色川三中蔵本、注語は市毛幹規ないし長島尉信のものとされており、長島の稿本と推測されている[18]。